# Zeitschrift für die Neutestamentliche Wissenschaft
Die Zeitschrift für die Neutestamentliche Wissenschaft und die Kunde der älteren Kirche (ZNW) ist ein seit 1900 erscheinendes deutsch-, englisch- und französischsprachiges Periodikum. European Science Foundation ranking A. Sie beschäftigt sich mit theologischen, sprachlichen und historischen Problemen des Neuen Testaments und der Geschichte der Alten Kirche (Patristik).
Die Zeitschrift wird von Matthias Konradt herausgegeben und erscheint zweimal (früher viermal) jährlich im Verlag Walter de Gruyter als Printversion und Internetversion (ISSN 1613-009X). Begründet wurde die ZNW von Erwin Preuschen. Weitere Herausgeber waren unter anderem Michael Wolter, Erich Gräßer, Günter Klein, Eduard Lohse und Martin Tetz. Außer deutschen Aufsätzen werden auch englisch- und französischsprachige publiziert. Zudem wird in der Zeitschrift ein Überblick über neuere Bücher und Zeitschriften gegeben.
Neben der Zeitschrift selbst erscheint eine Reihe Beihefte zur Zeitschrift für die neutestamentliche Wissenschaft und die Kunde der älteren Kirche (BZNW), in der Monografien veröffentlicht werden. Eine Schwesterpublikation der ZNW ist die ältere Zeitschrift für die Alttestamentliche Wissenschaft.